# Krista Lane
Pour les articles homonymes, voir Lane.
Krista Lane est une actrice pornographique américaine, dont l'essentiel de la carrière se déroule dans la seconde moitié des années 1980. Elle est apparue notamment dans Blame It On ginger et Deep Throat II, pour lesquels elle a obtenu trois AVN Awards dont celui de la meilleure actrice dans un film (voir récompenses plus bas).

## Filmographie succincte
- 1985 : Lonesome Ladies 2
- 1986 :
  - The Devil in Miss Jones 4
  - Blame it on Ginger
  - Electric Blue 35
- 1987 :
  - Deep Throat II
  - Electric Blue 46
- 1988 :
  - No Man's Land 1
  - Taboo 6 - The Obsession
  - Lez'be Friends
  - Girls Who Love Girls 2
- 1989 :
  - Girls Who Love Girls 8, 9, 13, 14 & 17
  - Submissive Women
- 1990 :
  - Bi-Heat 6
  - Ladies Room
- 1992 :
  - Play It Again... Samantha!
  - Best of No Man's Land 1

## Récompenses
- AVN Awards des meilleures :
  - scène de sexe en couple - vidéo (Best Couples Sex Scene - Video) pour Blame it on Ginger (avec Joey Silvera), en 1987 ;
  - actrice - film (Best Actress - Film) pour Deep Throat II[2]
  - et scène de sexe en couple - film (Best Couples Sex Scene - Film) pour Deep Throat II[2], en 1988 comme pour :
- un XRCO Award de la meilleure actrice pour ce même Deep Throat II[3].

.